# Atizapán
Atizapán è un comune e la città dello stato del Messico, il cui capoluogo è la località di Santa Cruz Atizapán.

## Amministrazione

### Gemellaggi
- Barcellona
- Murcia
- Saragozza, dal 2009[1]
- Nicosia
- Sanford, dal 2019